# Рок-Фоллс (Вісконсин)
Рок-Фоллс (англ. Rock Falls) — місто (англ. town) в США, в окрузі Лінкольн штату Вісконсин. Населення — 635 осіб (2020).

## Демографія
Згідно з переписом 2010 року, у місті мешкало 618 осіб у 266 домогосподарствах у складі 199 родин. Було 508 помешкань
Расовий склад населення:
| - 98,5 % — білих - 0,3 % — корінних американців - 0,2 % — чорних або афроамериканців - 0,2 % — азіатів |

До двох чи більше рас належало 0,6 %. Частка іспаномовних становила 0,3 % від усіх жителів.
За віковим діапазоном населення розподілялося таким чином: 17,2 % — особи молодші 18 років, 63,7 % — особи у віці 18—64 років, 19,1 % — особи у віці 65 років та старші. Медіана віку мешканця становила 50,3 року. На 100 осіб жіночої статі у місті припадало 106,7 чоловіків;  на 100 жінок у віці від 18 років та старших — 109,8 чоловіків також старших 18 років.
Середній дохід на одне домашнє господарство  становив 63 726 доларів США (медіана — 47 333), а середній дохід на одну сім'ю — 76 185 доларів (медіана — 63 500). Медіана доходів становила 45 208 доларів для чоловіків та 36 250 доларів для жінок. За межею бідності перебувало 5,6 % осіб, у тому числі 0,0 % дітей у віці до 18 років та 5,6 % осіб у віці 65 років та старших.
Цивільне працевлаштоване населення становило 316 осіб. Основні галузі зайнятості: виробництво — 32,6 %, освіта, охорона здоров'я та соціальна допомога — 11,1 %, будівництво — 11,1 %.